# Cantó de Saint-Laurent-du-Maroni
El cantó de Saint-Laurent-du-Maroni és una antiga divisió administrativa francesa situat a la regió d'ultramar de la Guaiana Francesa. Va desaparèixer el 2015.

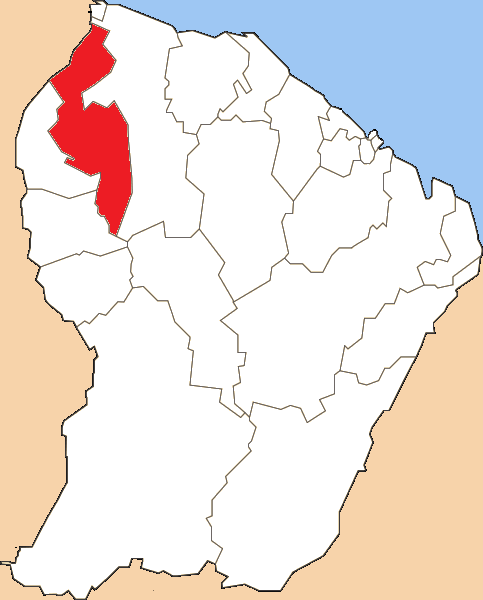
Cantó de Saint-Laurent-du-Maroni

## Composició
El cantó aplega la comunes de Saint-Laurent-du-Maroni.

## Història
| Data d'elecció                           | Identitat           | Partit | Qualitat |
| ---------------------------------------- | ------------------- | ------ | -------- |
| 2001-2015                                | Marie-Thérèse Morel | UMP    |          |
| les dades anteriors no són pas conegudes |                     |        |          |
|                                          |                     |        |          |